# Web akcelerator
Web akcelerator – serwer proxy, który redukuje liczbę zapytań i czas dostępu do otwieranych stron internetowych. Może przyjąć postać rozwiązania sprzętowego lub występować jako oprogramowanie.

## Techniki
Akceleratory ruchu sieciowego mogą korzystać z kilku technik przyśpieszających pobieranie stron:
- Mogą przechowywać ostatnio lub najczęściej otwierane adresy w pamięci podręcznej, dzięki czemu strony są szybciej przesłane do komputera klienckiego pomimo długiego czasu dostępu i niskiej przepustowości oryginalnego serwera.
- Mogą odświeżać obiekty w pamięci podręcznej zapewniając łatwy dostęp do materiałów źródłowych.
- Mogą odczytywać z wyprzedzeniem powiązane z daną lokalizacją domeny internetowe (HTML lub Javascript) redukując czas oczekiwania przy ich otwieraniu.
- Mogą korzystać ze wstępnego pobrania danych dla dokumentów, które mogą zostać otwarte w najbliższym czasie.
- Mogą kompresować dokumenty, aby zmniejszyć rozmiar pobieranych danych (np. redukując jakość otwieranych obrazków lub przesyłając tylko informacje dotyczące zmian na stronie względem wcześniej zapamiętanego stanu).
- Mogą optymalizować kod źródłowy różnych dokumentów (napisanych w HTML lub Javascript).
- Mogą filtrować zawartość stron, usuwając reklamy i niepożądane obiekty, dzięki czemu w ogóle nie są one pobierane.
- Mogą kolejkować dane, w pierwszej kolejności przesyłając tekst, następnie obrazy, a na końcu multimedia.
- Mogą podtrzymywać ciągłe połączenie TCP pomiędzy klientem a serwerem pośredniczącym.

## Lokalizacja
Web akceleratory mogą być zainstalowane komputerze klienckim (tym z którego przeglądana jest sieć), urządzeniu przenośnym lub u dostawcy połączenia internetowego albo po obu stronach. Akceleracja oparta na kompresji może wymagać serwera hostującego, na którym gromadzone są skompresowane dane przed dostarczeniem ich do komputera klienckiego.

### Klient-Serwer
Serwer pośredniczący może znajdować się albo przed serwerem Web i przechwytywać dane przychodzące do i wychodzące z serwera albo przed komputerem klienckim, w którym przechwytuje dane przychodzące do i wychodzące z przeglądarki internetowej.

### Po stronie klienta
Od czerwca 2006 roku, większość programów oferuje poprawę połączeń modemowych (dial-up) i stałych, które mogą nie oferować najlepszej prędkości. Wielu użytkownikom pozwala to skrócić od 2 do 10 razy średni czas wczytywania stron, niektórzy mówią o przyśpieszeniu od 5 do nawet 20 razy w przypadku niektórych witryn. Wielu dostawców usług Internetu oferuje web akceleratory wbudowane w ich menedżery połączeń internetowych. Web akceleratory są zazwyczaj przeznaczone do przyśpieszania przeglądania Internetu, czasami do e-mailowania, natomiast nie mają wpływu na przesyłanie strumieni audio/wideo (ang. streaming]), granie, pobieranie w sieciach P2P czy inne programy internetowe.

### Po stronie serwera
Pozostałe web akceleratory są ukierunkowane na właścicieli stron lub aplikacji internetowych. Tego typu akceleratory są instalowane przed serwerami web i używają różnych technik przyśpieszania połączenia.
Producenci akceleratorów „po stronie serwera”, jak np. Arahe SiteCelerate, zarabiają zmniejszając obciążenie ruchu na witrynach (redukując zużycie mocy obliczeniowej procesora i zwiększając stabilność serwera umożliwiając mu obsługę większej liczby użytkowników przy jednoczesnym oszczędzaniu limitów transferu).

## Najpopularniejszy
Ze względu na ogromną liczbę możliwych konfiguracji sprzętowych, różne systemy operacyjne i przeglądarki internetowe nie można wskazać jednego, najlepszego akceleratora ruchu sieciowego. W niektórych wypadkach akceleratory mogą nawet powodować spowolnienie i zapychanie łącza.

## Porównanie
|                           | Kompresja                                 | System operacyjny                             | Przeglądarka                       | Caching | Prefetching | Optymalizacja kodu  | Preemptive hostname resolution | Klient                   | Połączenie                           | Cena                                                                              |
| ------------------------- | ----------------------------------------- | --------------------------------------------- | ---------------------------------- | ------- | ----------- | ------------------- | ------------------------------ | ------------------------ | ------------------------------------ | --------------------------------------------------------------------------------- |
| FasterFox for Firefox     | Brak                                      | Windows, Mac, urządzenia przenośne            | Firefox                            | Tak     | Tak         | Nie                 | Nie                            | użytkownik               | Dialup, Wireless, Broadband, DSL     | Bezpłatny                                                                         |
| SiteCelerate              | Tekst i obrazki                           | ?                                             | Dowolna                            | Tak     | Tak         | Nie                 | Nie                            | użytkownik/ISP           | Dowolna                              | Na CPU                                                                            |
| ONSPEED                   | Tekst, obrazki, Flash i dokumenty Office  | Windows, Mac, urządzenia przenośne            | Dowolna                            | Nie     | Nie         | Nie                 | Nie                            | użytkownik               | Dialup, Wireless, Broadband, DSL     | $49.99 (US) £24.99 pa Bezpłatny (dla użytkowników BT Yahoo! Dialup Internet w UK) |
| Proxyconn Web Accelerator | Tekst, obrazki, Flash i dokumenty Office  | Windows, Mac, urządzenia przenośne            | Dowolna                            | Tak     | Tak         | Nie                 | Nie                            | użytkownik               | Dialup, Wireless, Broadband, DSL     | $47.88 rocznie lub $5.95 miesięcznie                                              |
| Google Web Accelerator    | Tak                                       | Windows                                       | Explorer, Firefox                  | Tak     | Tak         | Nie                 | Nie                            | użytkownik/Google serwer | Broadband                            | Bezpłatny                                                                         |
| Propel                    | Tekst, obrazki, e-maile, pobieranie HTTP  | Windows, Mac                                  | Explorer, Firefox, Opera, Netscape | Tak     | Nie         | Nie                 | Nie                            | użytkownik, ISP          | Dial, DSL, ISDN, Satellite, wireless | $44.95 rocznie. Bezpłatny dla użytkowników wielu ISP                              |
| Toonel                    | Tekst i obrazki                           | Windows, Linux, MacOS, Symbian, WindowsMobile | Dowolna                            | Nie     | Nie         | Nie                 | Nie                            | użytkownik/ISP           | Dowolna                              | Bezpłatny                                                                         |
| Freewire                  | Obrazki i załączniki e-mailowe            | Windows (oprócz NT i 95)                      | Internet Explorer 5.0 lub nowszy   | ?       | ?           | Nie                 | Nie                            | ISP                      | Dial-up                              | Zależnie od kraju                                                                 |
| Ziproxy                   | Tekst, obrazki i dowolne dane „gzippable" | Unix (Linux, *BSD, inne)                      | Dowolna                            | Nie     | Nie         | HTML Javascript CSS | Tak                            | ISP                      | Dowolna                              | Bezpłatny                                                                         |